# Lionel Bender
Marvin Lionel Bender (Mechanicsburg, Pensilvania; 18 de agosto de 1934-Cape Girardeau, Misuri; 19 de febrero de 2008), lingüista y escritor estadounidense.

## Carrera
Bender se especializó en lenguas africanas, en particular las habladas en Etiopía y Sudán. Realizó grandes contribuciones al conocimiento de las lenguas nilo-saharianas y afroasiáticas, y su nombre es una referencia ineludible en estudios etíopes.
En colaboración con J. Donald Bowen, Robert L. Cooper y Charles A. Ferguson, Bender realizó la Encuesta de Uso de Lengua y Enseñanza de Idiomas en África Oriental, bajo el patrocinio de la Ford Foundation en 1968-1970. Posteriormente realizó otras investigaciones patrocinado por la National Science Foundation. 
Entre otras obras, sus libros incluyen Amharic Verb Morphology (su tesis de doctorado, un estudio de la morfología verbal del idioma amhárico desde el punto de vista de la lingüística generativa) Language in Ethiopia (coeditado con C. Ferguson, C. Bowen, R. Cooper), Nilo-Saharan Language Studies, The Non-Semitic Languages of Ethiopia, Preliminary Gaam-English-Gaam Dictionary, Omotic Verb Morphology y el Berta Lexicon. Durante años tuvo una estrecha participación en NACAL (Conferencia Norteamericana de Lingüística Afroasiática).

## Obra
- 1968: Amharic Verb Morphology: A Generative Approach. Universidad de Texas
- 1975. Omotic: a new Afroasiatic language family. (University Museum Series, 3.) Carbondale, IL: Southern Illinois Univ.
- 1976: (et al.) Language in Ethiopia. London: Oxford University Press
- 1976: (ed.) The Non-Semitic Languages of Ethiopia. East Lansing, Michigan: African Studies Center, Michigan State Univ.
- 1980: (con Malik Agaar Ayre) Preliminary Gaam-English-Gaam Dictionary. Carbondale, IL: Dept. of Linguistics, Southern Illinois Univ.
- 1981: (ed.) Peoples and Cultures of the Ethio-Sudan Borderlands.  East Lansing, Michigan: African Studies Center, Michigan State Univ.
- 1981: (con Thilo C. Schadeberg, eds.) Nilo-Saharan. Dordrecht, Holland & Cinnaminson, NJ: Foris.
- 1983: (ed.) Nilo-Saharan Language Studies. East Lansing, Michigan: African Studies Center, Michigan State Univ.
- 2000. Comparative Morphology of the Omotic Languages. Múnich: LINCOM
- 2003. Omotic Lexicon and Phonology. ed. del autor
- 2005. The East Sudanic Languages: Lexicon and Phonology. Carbondale, IL: SIU Printing (ed. del autor)